# Hombressen

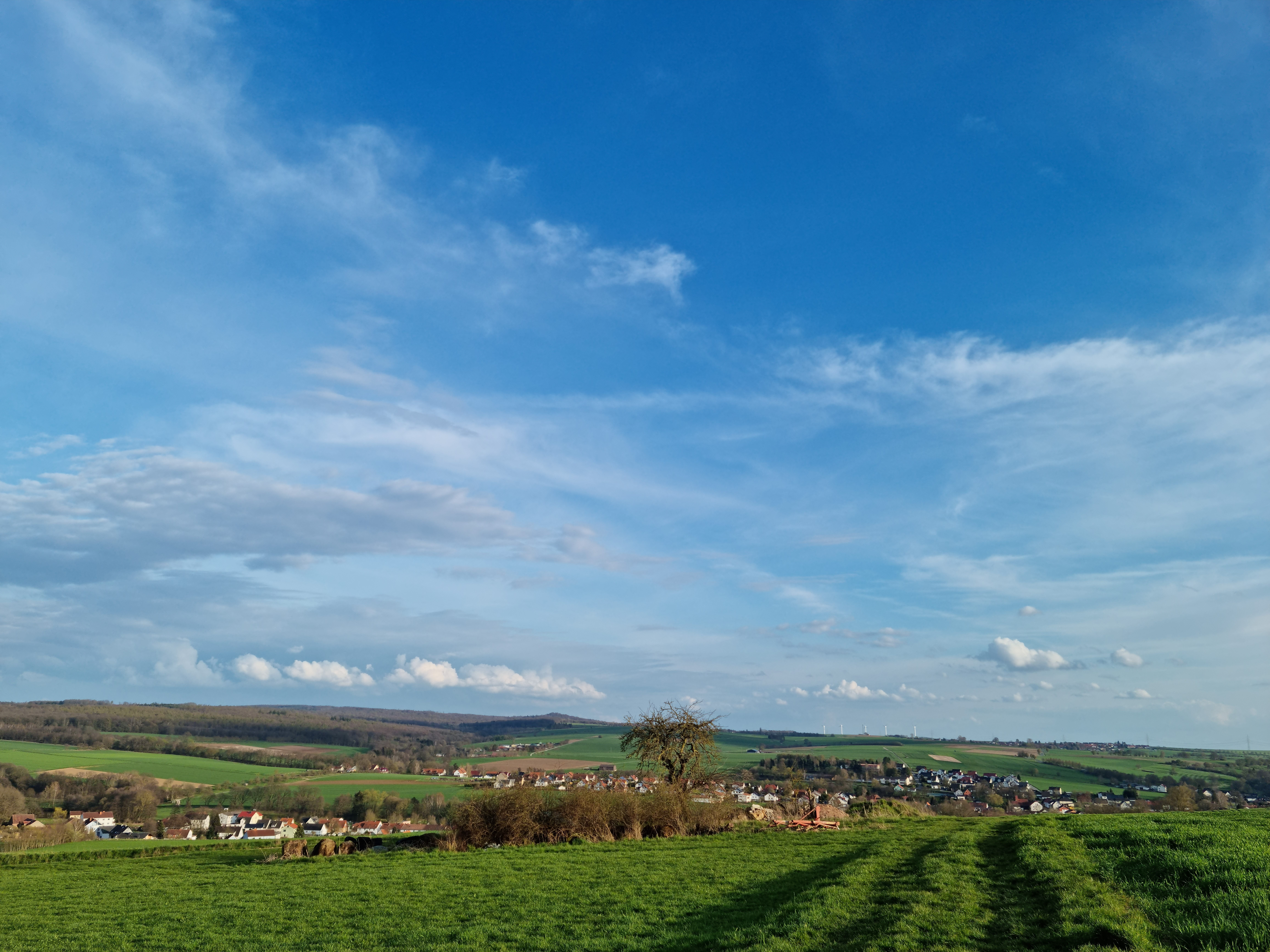
Hombressen vom Warthügel aus gesehen

Hombressen ist ein Dorf im nordhessischen Landkreis Kassel. Mit etwa 1600 Einwohnern ist es der größte dörfliche Stadtteil von Hofgeismar.

## Geographische Lage
Hombressen liegt am Westrand des Reinhardswaldes etwa 5 km (Luftlinie) östlich von Hofgeismar und wird in Ost-West-Richtung von der Lempe durchflossen, in die im Dorf flussabwärts betrachtet Giesbach, Soode und Reinbecke einmünden; entlang dieser Bachläufe hat sich der ursprüngliche Ort scherenförmig entwickelt. Nordnordöstlich liegt Beberbeck, westlich Carlsdorf, südsüdöstlich Udenhausen und östlich der gemeindefreie Gutsbezirk Reinhardswald.

## Geschichte

### Ortsgeschichte
Die älteste bekannte schriftliche Erwähnung von Hombressen erfolgte unter dem Namen Humbrechtessen um das Jahr 1200.
Weitere Erwähnungen erfolgten unter den Ortsnamen (in Klammern das Jahr der Erwähnung): Humbrachtessen (1248), Gumbragtissen (1274) und Humbressen (1452). Der Ort lag an der „Königsstraße“ von Kassel nach Helmarshausen. Hombressen war eines der Dörfer, die Graf Ludwig von Dassel 1272 an Kurmainz verkaufte. Die evangelische Dorfkirche wurde ab 1718 neu errichtet, der Turm der Kirche erst im Jahr 1753 fertiggestellt.
Zum 31. Dezember 1970 wurde die bis dahin selbständige Gemeinde Hombressen im Zuge der Gebietsreform in Hessen auf freiwilliger Basis in die Stadt Hofgeismar eingemeindet. Für Hombressen wie für alle durch die Gebietsreform nach Hofgeismar eingegliederten Gemeinden, wurde ein Ortsbezirk eingerichtet.
Hombressen wurde im HR-Wettbewerb 2017 das „Dollste Dorf 2017“.

### Verwaltungsgeschichte im Überblick
Die folgende Liste zeigt die Staaten und Verwaltungseinheiten, denen Hombressen angehört(e):
- 1345: Heiliges Römisches Reich, Kurmainz
- vor 1567: Heiliges Römisches Reich, Landgrafschaft Hessen, Amt Sababurg
- ab 1567: Heiliges Römisches Reich, Landgrafschaft Hessen-Kassel, Amt Sababurg
- ab 1654: Heiliges Römisches Reich, Landgrafschaft Hessen-Kassel, Amt Sababurg
- ab 1806: Landgrafschaft Hessen-Kassel, Amt Sababurg
- 1807–1813: Königreich Westphalen, Departement der Fulda, Distrikt Kassel, Kanton Veckerhagen
- ab 1815: Kurfürstentum Hessen, Niederhessen, Amt Sababurg[8]
- ab 1821/22: Kurfürstentum Hessen, Provinz Niederhessen, Kreis Hofgeismar[9][Anm. 2]
- ab 1848: Kurfürstentum Hessen, Bezirk Kassel
- ab 1851: Kurfürstentum Hessen, Provinz Niederhessen, Kreis Hofgeismar
- ab 1867: Königreich Preußen, Provinz Hessen-Nassau, Regierungsbezirk Kassel, Kreis Hofgeismar
- ab 1871: Deutsches Reich, Königreich Preußen, Provinz Hessen-Nassau, Regierungsbezirk Kassel, Kreis Hofgeismar
- ab 1918: Deutsches Reich, Freistaat Preußen, Provinz Hessen-Nassau, Regierungsbezirk Kassel, Kreis Hofgeismar
- ab 1944: Deutsches Reich, Freistaat Preußen, Provinz Kurhessen, Landkreis Hofgeismar
- ab 1945: Amerikanische Besatzungszone, Groß-Hessen, Regierungsbezirk Kassel, Landkreis Hofgeismar
- ab 1946: Amerikanische Besatzungszone, Hessen, Regierungsbezirk Kassel, Landkreis Hofgeismar
- ab 1949: Bundesrepublik Deutschland, Hessen, Regierungsbezirk Kassel, Landkreis Hofgeismar
- ab 1971: Bundesrepublik Deutschland, Hessen, Regierungsbezirk Kassel, Landkreis Hofgeismar, Stadt Hofgeismar[Anm. 3]
- ab 1972: Bundesrepublik Deutschland, Land Hessen, Regierungsbezirk Kassel, Landkreis Kassel, Stadt Hofgeismar

## Bevölkerung

### Einwohnerstruktur 2011
Nach den Erhebungen des Zensus 2011 lebten am Stichtag, dem 9. Mai 2011, in Hombressen 1647 Einwohner. Darunter waren 15 (0,9 %) Ausländer. Nach dem Lebensalter waren 303 Einwohner unter 18 Jahren, 600 zwischen 18 und 49, 363 zwischen 50 und 64 und 321 Einwohner waren älter. Die Einwohner lebten in 669 Haushalten. Davon waren 156 Singlehaushalte, 228 Paare ohne Kinder und 231 Paare mit Kindern, sowie 48 Alleinerziehende und 6 Wohngemeinschaften. In 150 Haushalten lebten ausschließlich Senioren und in 438 Haushaltungen lebten keine Senioren.

### Einwohnerentwicklung
- 1455: 11 Feuerstätten[2]
- 1585: 75 Haushaltungen[2]

| Hombressen: Einwohnerzahlen von 1834 bis 2020 | Hombressen: Einwohnerzahlen von 1834 bis 2020 | Hombressen: Einwohnerzahlen von 1834 bis 2020 | Hombressen: Einwohnerzahlen von 1834 bis 2020 | Hombressen: Einwohnerzahlen von 1834 bis 2020 |
| --- | --------------------------------------------- | --------------------------------------------- | --------------------------------------------- | --------------------------------------------- |
| Jahr |                                               |                                               |                                               | Einwohner                                     |
| 1834 | 1834                                          |                                               | 1.250                                         | 1.250                                         |
| 1840 | 1840                                          |                                               | 1.253                                         | 1.253                                         |
| 1846 | 1846                                          |                                               | 1.284                                         | 1.284                                         |
| 1852 | 1852                                          |                                               | 1.300                                         | 1.300                                         |
| 1858 | 1858                                          |                                               | 1.266                                         | 1.266                                         |
| 1864 | 1864                                          |                                               | 1.236                                         | 1.236                                         |
| 1871 | 1871                                          |                                               | 1.232                                         | 1.232                                         |
| 1875 | 1875                                          |                                               | 1.234                                         | 1.234                                         |
| 1885 | 1885                                          |                                               | 1.178                                         | 1.178                                         |
| 1895 | 1895                                          |                                               | 1.136                                         | 1.136                                         |
| 1905 | 1905                                          |                                               | 1.059                                         | 1.059                                         |
| 1910 | 1910                                          |                                               | 1.035                                         | 1.035                                         |
| 1925 | 1925                                          |                                               | 1.142                                         | 1.142                                         |
| 1939 | 1939                                          |                                               | 1.208                                         | 1.208                                         |
| 1946 | 1946                                          |                                               | 1.790                                         | 1.790                                         |
| 1950 | 1950                                          |                                               | 1.816                                         | 1.816                                         |
| 1956 | 1956                                          |                                               | 1.664                                         | 1.664                                         |
| 1961 | 1961                                          |                                               | 1.639                                         | 1.639                                         |
| 1967 | 1967                                          |                                               | 1.654                                         | 1.654                                         |
| 1970 | 1970                                          |                                               | 1.721                                         | 1.721                                         |
| 1980 | 1980                                          |                                               | ?                                             | ?                                             |
| 1990 | 1990                                          |                                               | 1.784                                         | 1.784                                         |
| 2000 | 2000                                          |                                               | 1.909                                         | 1.909                                         |
| 2005 | 2005                                          |                                               | 1.825                                         | 1.825                                         |
| 2010 | 2010                                          |                                               | 1.771                                         | 1.771                                         |
| 2011 | 2011                                          |                                               | 1.647                                         | 1.647                                         |
| 2015 | 2015                                          |                                               | 1.640                                         | 1.640                                         |
| 2020 | 2020                                          |                                               | 1.596                                         | 1.596                                         |
| Datenquelle: Historisches Gemeindeverzeichnis für Hessen: Die Bevölkerung der Gemeinden 1834 bis 1967. Wiesbaden: Hessisches Statistisches Landesamt, 1968. Weitere Quellen: bis 1970:; nach 1970: Stadt Hofgeismar; Zensus 2011 |                                               |                                               |                                               |                                               |

### Historische Religionszugehörigkeit
| • 1885: | 1169 evangelische (= 99,24 %), 2 katholische (= 0,17 %), 6 anderer christlich-konfessioneller (= 0,51 %), ein jüdischer (= 0,08 %) Einwohner |
| • 1961: | 1422 evangelische (= 86,76 %), 193 katholische (= 11,78 %) Einwohner                                                                         |

## Politik
Für den Stadtteil Hombressen besteht ein Ortsbezirk mit Ortsbeirat und Ortsvorsteher nach der Hessischen Gemeindeordnung. Er umfasst das Gebiet der ehemaligen Gemeinde Hombressen.
Der Ortsbeirat besteht aus neun Mitgliedern. Bei den Kommunalwahlen in Hessen 2021 betrug die Wahlbeteiligung zum Ortsbeirat 63,32 %. Dabei wurden gewählt: fünf Mitglieder der SPD, zwei Mitglieder der „Wählergemeinschaft Soziale Demokraten“ und zwei Mitglieder der „Bürgerliste Hombressen“. Der Ortsbeirat wählte Regine Bresler (SPD) zur Ortsvorsteherin.

## Sehenswürdigkeiten

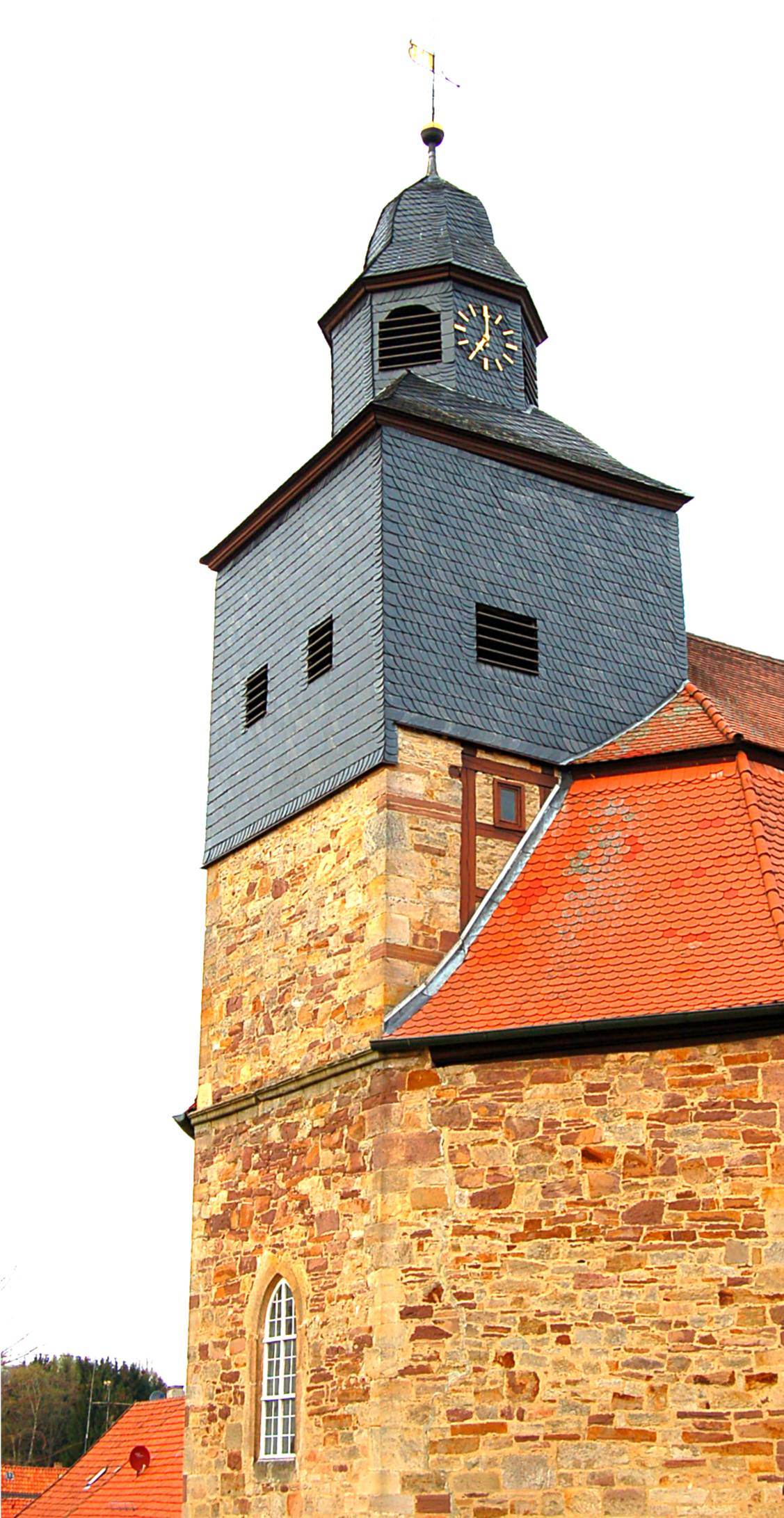
Kirchturm in Hombressen

Zu den Sehenswürdigkeiten in Hombressen zählen u. a.:
- Kirche, die von 1718 bis 1753 erbaut wurde.
- Friedenseiche, die 1871 nach dem Deutsch-Französischen Krieg gepflanzt wurde.
- Strufuskreuz im Reinhardswald, das an die Sage eines Wilddiebes erinnert.
- Vogelpark.

Für die unter Denkmalschutz stehenden Kulturdenkmäler des Ortes siehe die Liste der Kulturdenkmäler in Hombressen.

## Ehrenbürger
- 1895 Otto von Bismarck (1815–1898), Reichskanzler